# Contrat entre absents en France
Ne doit pas être confondu avec Absence en droit civil français.
En droit des contrats français, le contrat entre absents (souvent aussi appelé contrat par correspondance) est le contrat qui se forme entre personnes qui ne sont pas présentes physiquement au même endroit et au même moment. C’est le cas lorsque la rencontre des volontés se produit notamment par le moyen du courrier, fax, téléphone, courrier électronique ou Internet.
Le problème qui se pose dans ce contrat est notamment de savoir le moment et le lieu de la rencontre des volontés. En effet, cela permettra de déterminer le droit local applicable, mais aussi sous l'empire de quelles règles le contrat sera formé (en vertu notamment du principe de survie de la loi ancienne).
Lorsqu’un contrat est conclu entre deux personnes présentes, le moment et le lieu de formation du contrat sont établis sans difficultés. Mais dans certains cas, au moment de l’accord définitif, les contractants ne sont pas en présence l’un de l’autre, c’est notamment le cas des contrats par correspondance.
L’intérêt de déterminer la date et le lieu de formation du contrat entre absents repose sur diverses conséquences.
L’intérêt de déterminer le lieu de formation du contrat importe uniquement pour contrats internationaux.
À partir du moment où le contrat définitif est conclu, les parties ne peuvent plus se rétracter.
Les effets du contrat naissent à compter de sa formation. S'il existe un conflit de lois dans le temps, la loi applicable au contrat se détermine au regard de sa date de formation.
Pour déterminer la date de formation du contrat entre absents, il existe deux théories.
La théorie de l’émission et la théorie de la réception.
Dans la première hypothèse, le contrat est formé lorsqu’a été expédiée la lettre d’acceptation. Dans la deuxième conception, le contrat est formé lorsque l’offrant a reçu la lettre d’acceptation.
La théorie de la réception est désormais consacrée par le code civil à l'article 1121: " Le contrat est conclu dès que l'acceptation parvient à l'offrant. Il est réputé l'être au lieu où l'acceptation est parvenue".  